# Чжоу Фан

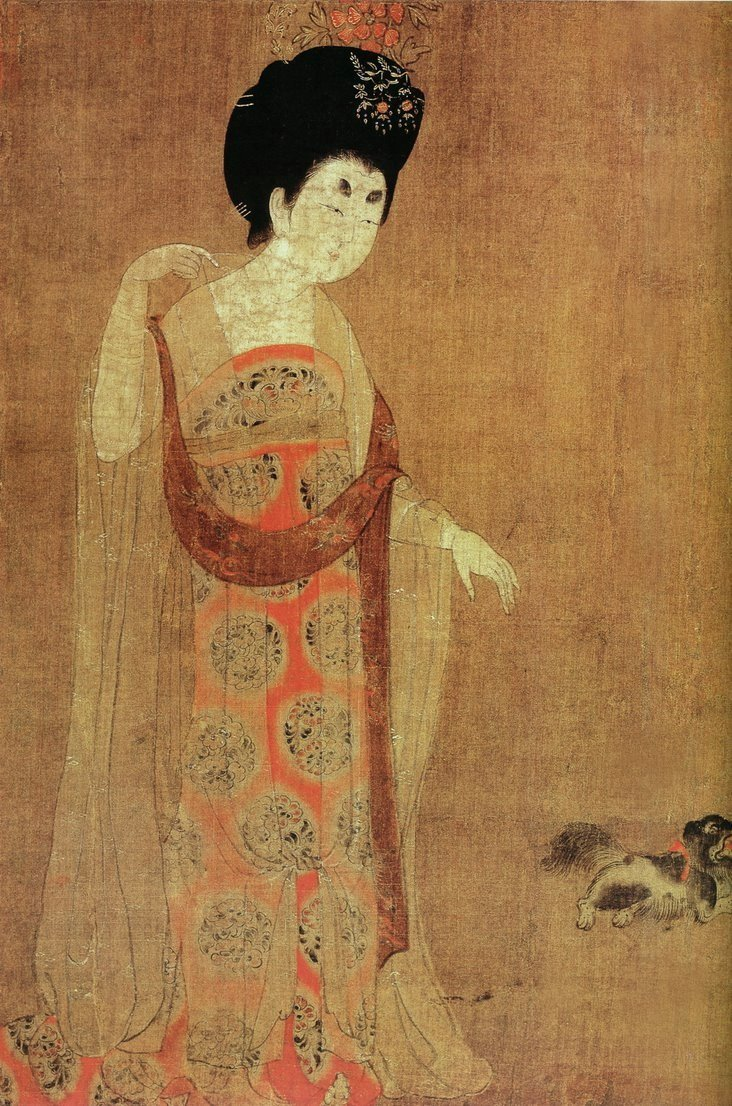
Чжоу Фан. Деталь свитка «Придворные дамы с цветами в причёсках»

Чжо́у Фан (кит. трад. 周昉, пиньинь Zhōu Fǎng; конец VIII — начало IX веков) — китайский художник периода Тан, работавший в 780—810 годы.
Биографические сведения о Чжоу Фане сохранились благодаря трактату «Записки о прославленных художниках династии Тан» Чжу Цзинсюаня, критика, жившего в IX веке. Го Жосюй в своём труде, написанном в XI веке лишь повторяет описание Чжу Цзинсюаня.
Чжоу Фан родился в танской столице Чанъани в аристократической семье, представители которой занимали высокие должности в империи. Будучи сыном знатного сановника, он вращался в кругу правительственных советников и канцлеров. Его старший брат Хао отличался воинской доблестью и сопровождал танского генерала Гэшу Ханя во время его похода на туфаней. Благодаря своим воинским талантам Хао вскоре был приближен к императору и назначен командиром императорского эскорта. Далее Чжу Цзинсюань описывает события так: "Когда император Дэ-цзун перестраивал храм Чжанцзинсы, он призвал Хао и сказал: «Твой брат Фан искусен в живописи, мы желаем поручить ему нарисовать богов для храма Чжанцзинсы. Извести его особо о нашем желании». Император Дэ-цзун правил в 780—805 годах. Судя по всему, Чжоу Фан к тому времени был уже известным художником. Исследователи предполагают, что он родился приблизительно в 730-40 годах, и вероятно, сделал неплохую административную карьеру; Чжу Цзинсюань сообщает, что он служил военным губернатором в Сюаньчжоу. Параллельно со службой он занимался живописью.
Другой древний историк живописи, Чжан Яньюань (ок. 815 — ок. 875) в своих «Записках о знаменитых художниках всех времён» так описывает становление искусства Чжоу Фана: «Сначала Чжоу Фан подражал живописи Чжан Сюаня, но потом стал сильно отличаться. Он ушёл далеко в своём стиле, посвятив всё своё искусство портретированию богатых и знатных людей, и сторонился (всякого упоминания о) простой деревенской жизни. Рисунок одежды у него прост, но силён, а цвет мягок и искусен».
В свою эпоху он был известен в первую очередь как художник-монументалист, расписывавший буддийские храмы. Чжу Цзинсюань приводит тому несколько свидетельств: «В Чанъани по сию пору имеется созданная Фаном картина бодхисаттвы Авалокитешвары, созерцающего отражение луны в воде. Люди в то время говорили, что нарисованные Фаном картина с изображением шествия монахов перед залом Будды в храме Даюньсы и два божества на стене зала Будды в храме Гуанфусы не имели равных в целом свете. Когда Фан служил на посту военного губернатора Сюаньчжоу, он нарисовал изображение Небесного владыки севера в храме Чаньдинсы, потому что этот бог являлся ему во сне». Однако все его росписи погибли во время гонений на буддизм в середине IX века, и в истории китайского искусства он остался известен как непревзойдённый мастер изображения женщин, поскольку он был художником, достигшим высот в этом жанре. Традиция также приписывает ему создание первых эротических картин.
Чжоу Фан был очень искусен и в портретном жанре. Чжу Цзинсюань рассказывает исторический анекдот о том, как однажды помощник канцлера Чжао Цзун приказал Хань Ганю написать его портрет. Все были в восторге от созданного. Позднее он попросил написать свой портрет Чжоу Фана. Когда приехала супруга Чжао Цзуна, она, осмотрев портреты, сказала, что второй лучше. А на вопрос «почему?», ответила: « В первом портрете передан только облик помощника канцлера Чжао, во втором же схвачен его дух и то, как он выглядит, когда говорит и смеется».
Произведения Чжоу Фана сохранились только в позднейших копиях. Среди этого наследия наиболее известны четыре свитка с изображениями придворных дам. Это «Дама с веером» (Гугун, Пекин), «Придворные дамы слушающие игру на цине» (Музей Нельсона-Аткинса, Канзас-Сити), «Придворные дамы, играющие в нарды» (Галерея Фрир, Вашингтон) и «Придворные дамы с цветами в причёсках» (Музей провинции Ляонин, Шэньян).

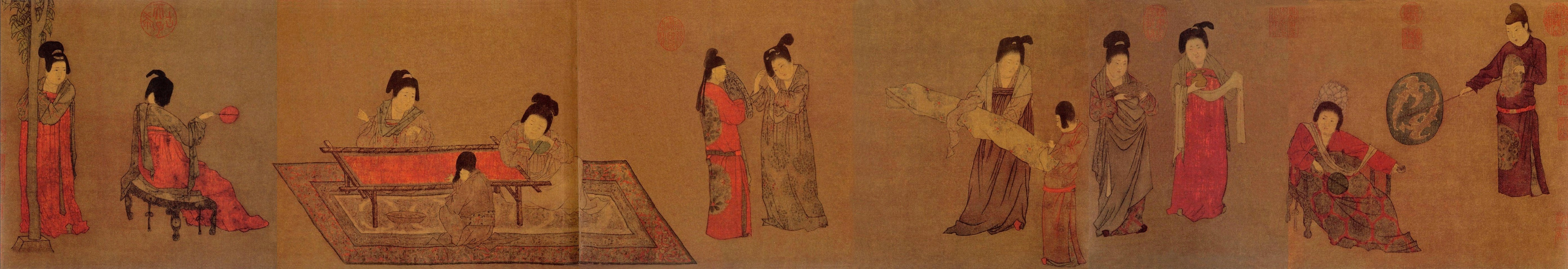
Чжоу Фан. Дама с веером. Сунская копия. Гугун, Пекин

Пекинский свиток, длиною более двух метров, не вполне оправдывает репутацию Чжоу Фана, как превосходного мастера женских изображений. На шёлке написан повседневный быт императорского гарема и 13 персонажей: девять императорских наложниц, две служанки и два евнуха. Все они заняты каким-либо повседневным делом. Одна из наложниц немолода, но более роскошно одета, рядом с ней евнух, держащий опахало; вероятно, она имеет более высокий статус в гареме. Сама живопись довольно проста, если не примитивна, персонажи изображены схематично, в картине нет настроения, просто передан быт гарема.

Чжоу Фан. Придворные дамы, играющие в нарды. Сунская копия. Галерея искусства Фрир, Вашингтон

Свиток «Придворные дамы, играющие в нарды» имеет небольшие размеры (30х69см) и представляет собой южносунскую (XII — нач. XIII века) копию с оригинала VIII века. На нём изображены две немолодые наложницы, играющие в нарды (эта игра пришла в Китай из западной Индии, известно, что первым её любителем был знаменитый вэйский поэт Цао Чжи (192-232гг). На свитке изображена обыденная сценка в гареме, и несмотря на то, что речь идёт об игре, в картине не ощущается настроение азарта. Одна молодая наложница, облокотившись на служанку, следит за игрой, другая стоит в стороне рядом с евнухом, издали наблюдая за происходящим. Две служанки слева тащат тяжёлый кувшин. Композиция свитка состоит из трёх людских групп, расположенных симметрично.

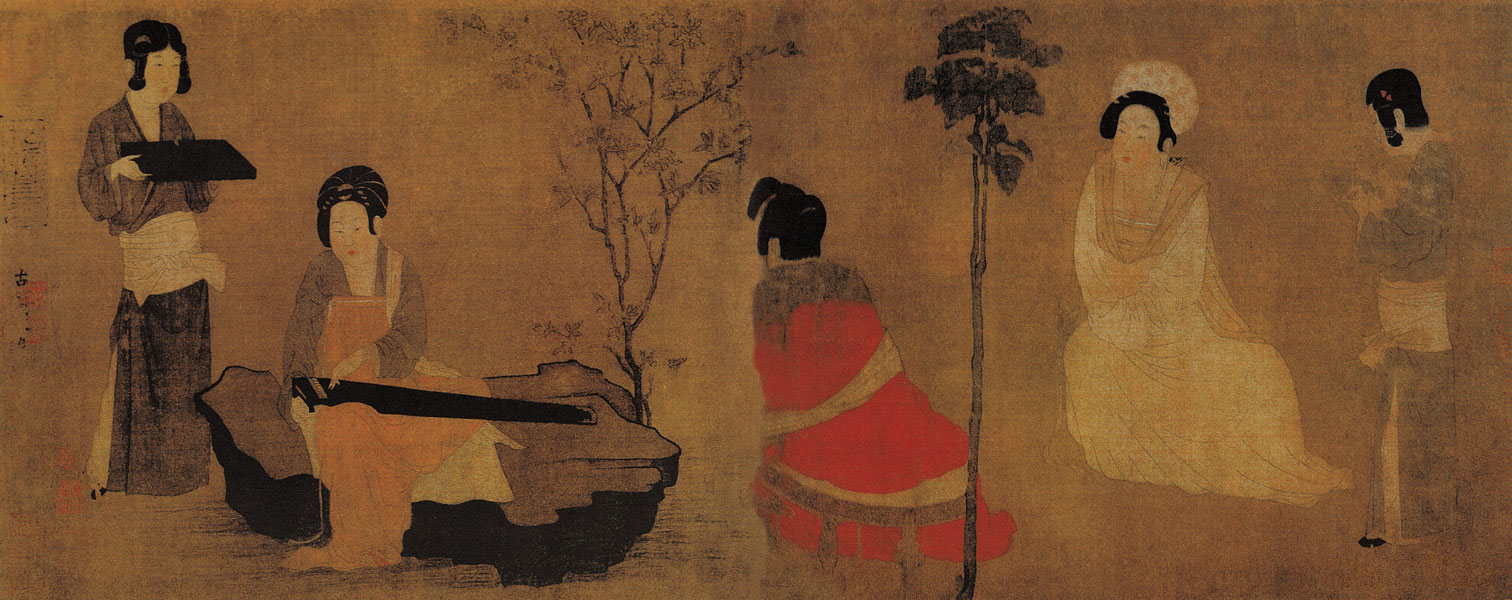
Чжоу Фан. Придворные дамы слушающие игру на цине. Сунская копия. Музей искусства Нельсона-Аткинса. Канзас-Сити.

Свиток «Придворные дамы слушающие игру на цине» тоже скромен по размеру (28х75см), и отображает всё ту же тему — быт гарема, и развлечения, которые могут позволить себе императорские наложницы. Одна из наложниц играет на цине какую-то, судя по лицам, грустную мелодию, две другие внимательно слушают музыку, служанки застыли в позах почтения. В картине есть настроение грусти и меланхолии, которое ещё более рельефно выражено в другом свитке — «Придворные дамы с цветами в причёсках». 

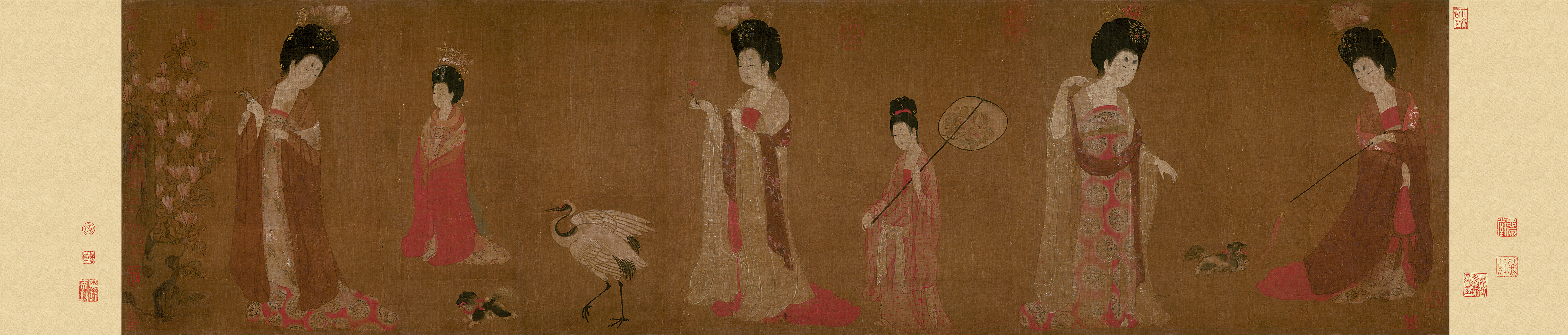
Чжоу Фан. Придворные дамы с цветами в причёсках. Музей провинции Ляонин, Шэньян

Это произведение — несомненный шедевр в творчестве Чжоу Фана. Пожалуй, это единственная работа, которая подтверждает ту высокую характеристику его творчества, которую давали древние критики. Исследователи также допускают, что этот свиток может быть оригиналом кисти самого Чжоу Фана, или какого-либо из его учеников. Он имеет внушительные размеры — 46х180 см.
Очень редко китайская живопись бывает столь изысканной и чувственной. Изображённые на свитке дамы сами по себе являются произведениями искусства. У них густо напудренные белые лица, с маленькими губами и модными бровями «крылья мотылька», а их высокие причёски имеют скульптурные формы и убраны цветами и ювелирными украшениями. Хотя их лица скрыты и превращены в одинаковые маски, их тела обнаруживают себя под полупрозрачными одеждами. Сквозь газовые платья, выполненные в мягких тонах, видно украшенное узором нижнее бельё, манящее глаз зрителя найти под ним нежное женское тело. В силу явной эротичности, этот свиток вызывает у исследователей сомнения в отношении чисто эстетических намерений художника. В картине не происходит никаких событий, не изображено никакой деятельности; вместо этого художник сосредоточился на передаче специфического ощущения женственности и настроения меланхолии и томления, присущего наложницам императорского дворца. Они не смотрят друг на друга, но поглощены какой-то неясной смесью женских чувств.
В исторических анналах сохранились названия других картин Чжоу Фана. Там есть работы на военные темы, портреты Конфуция и сцены из его жизни, женские и мужские портреты. Своё описание художника Чжу Цзинсюань заканчивает так: «В конце правления императора Де Цзун династии Тан один человек, вернувшийся из Силла, купил в районе Цзянхуай десятки свитков с картинами Чжоу Фана по очень высокой цене. Когда он собрался уходить, то обнаружил, что Будды, небожители, мужчины и женщины стали реальными божествами и исчезли. На картинах остались только оседланные лошади, звери, птицы, бамбук, камни, трава и деревья.（贞元末，新罗国有人于江淮，尽以善价收市数十卷。将去，其画佛像真仙人物子女，皆神也。唯鞍马鸟兽，竹石草木，不穷其状也。）».

## Галерея

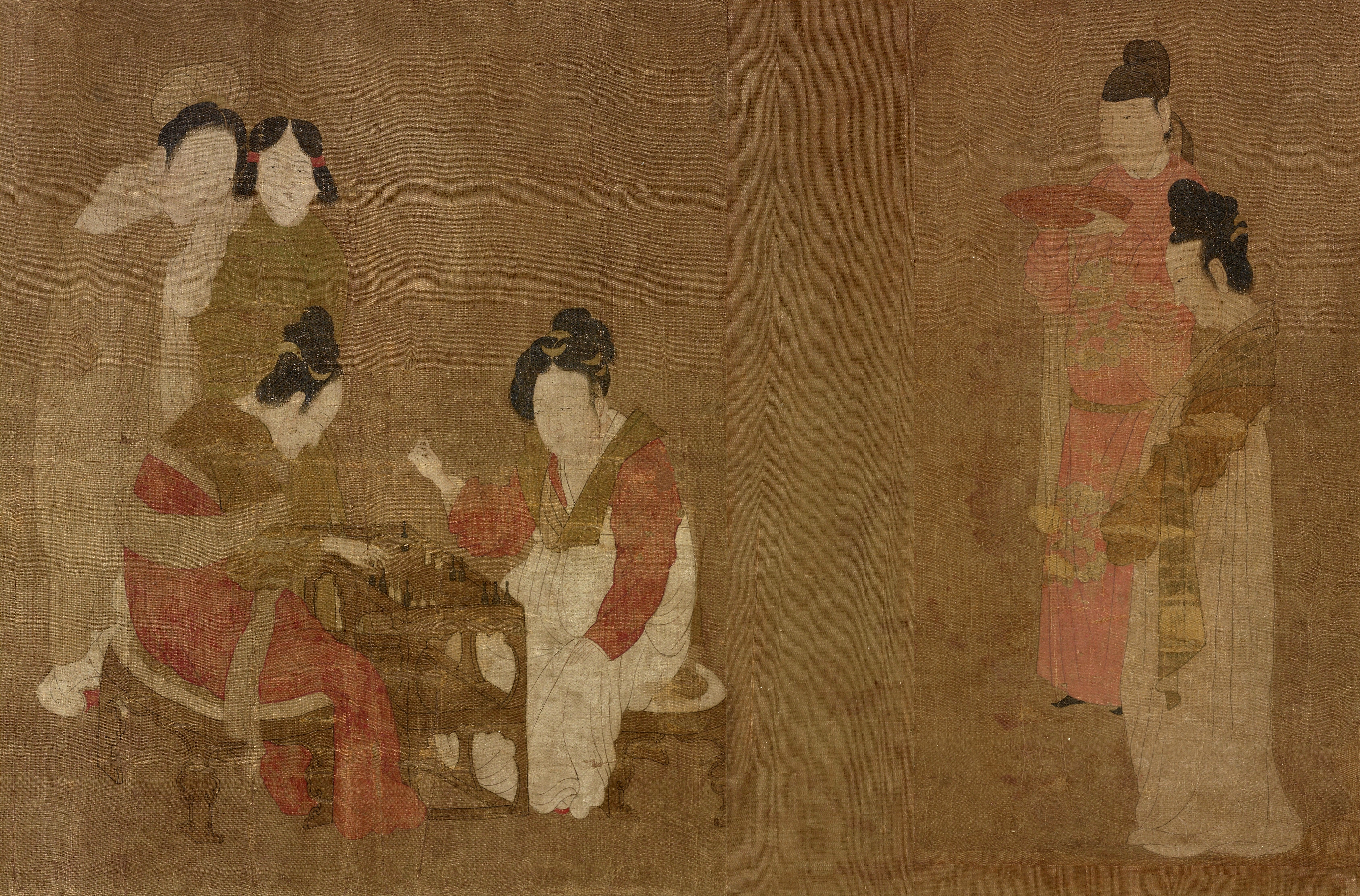
Придворные дамы играющие в нарды. деталь.
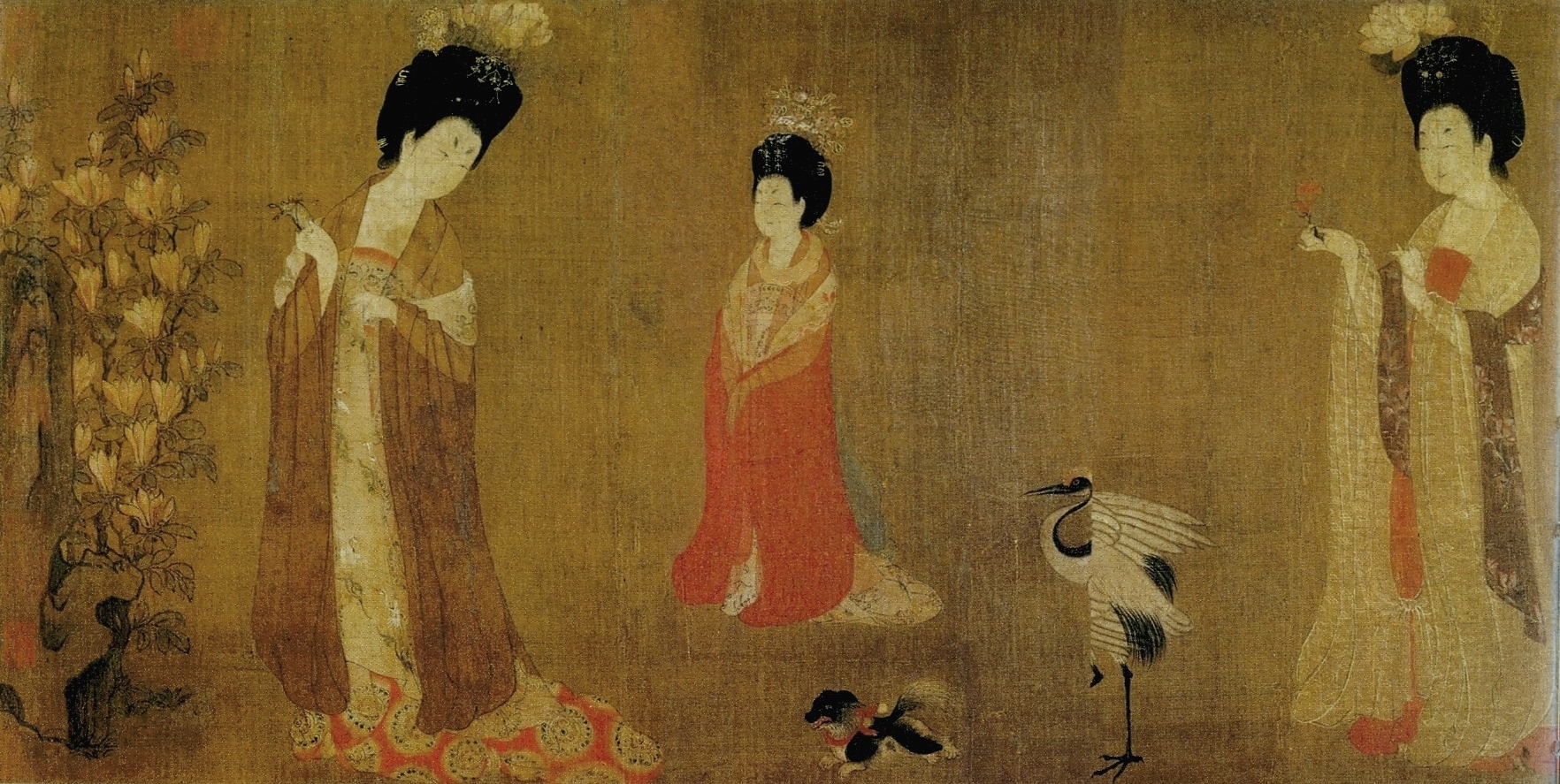
Придворные дамы с цветами в причёсках. Левая часть свитка.
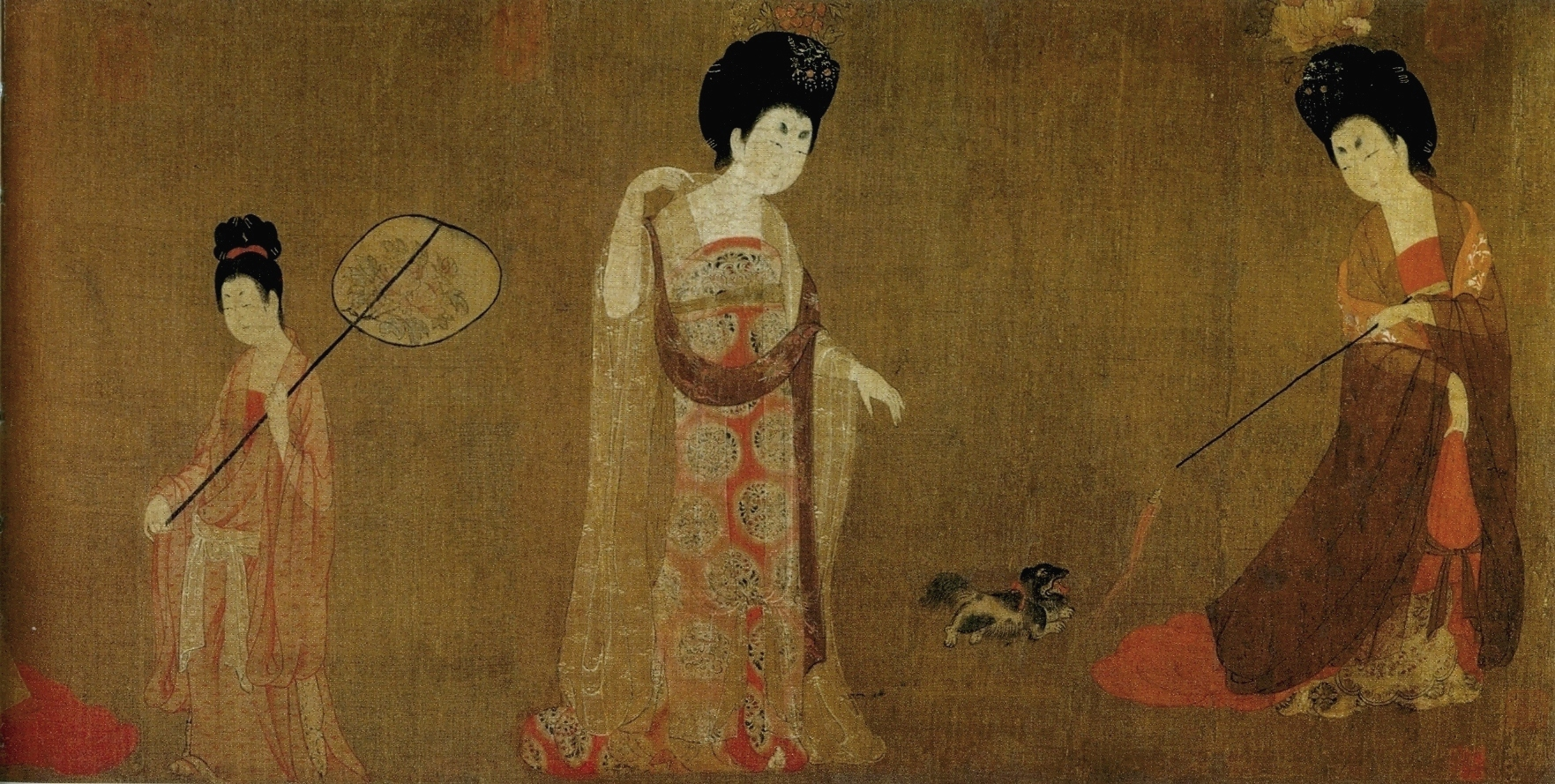
Придворные дамы с цветами в причёсках. Правая часть свитка.
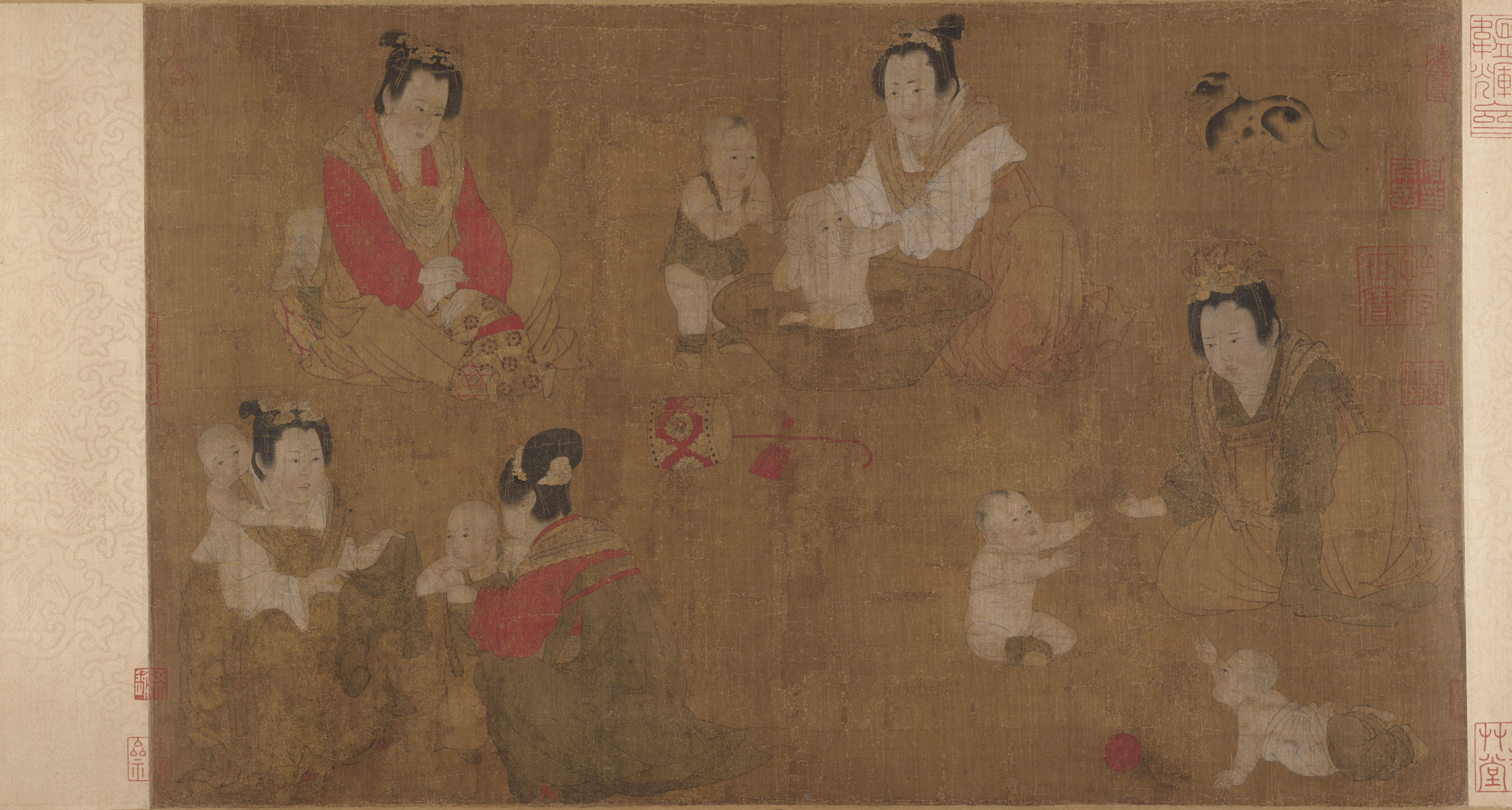
Придворные дамы, купающие детей. Сунская копия работы Чжоу Фана. 11в., Музей Метрополитен, Н-Й
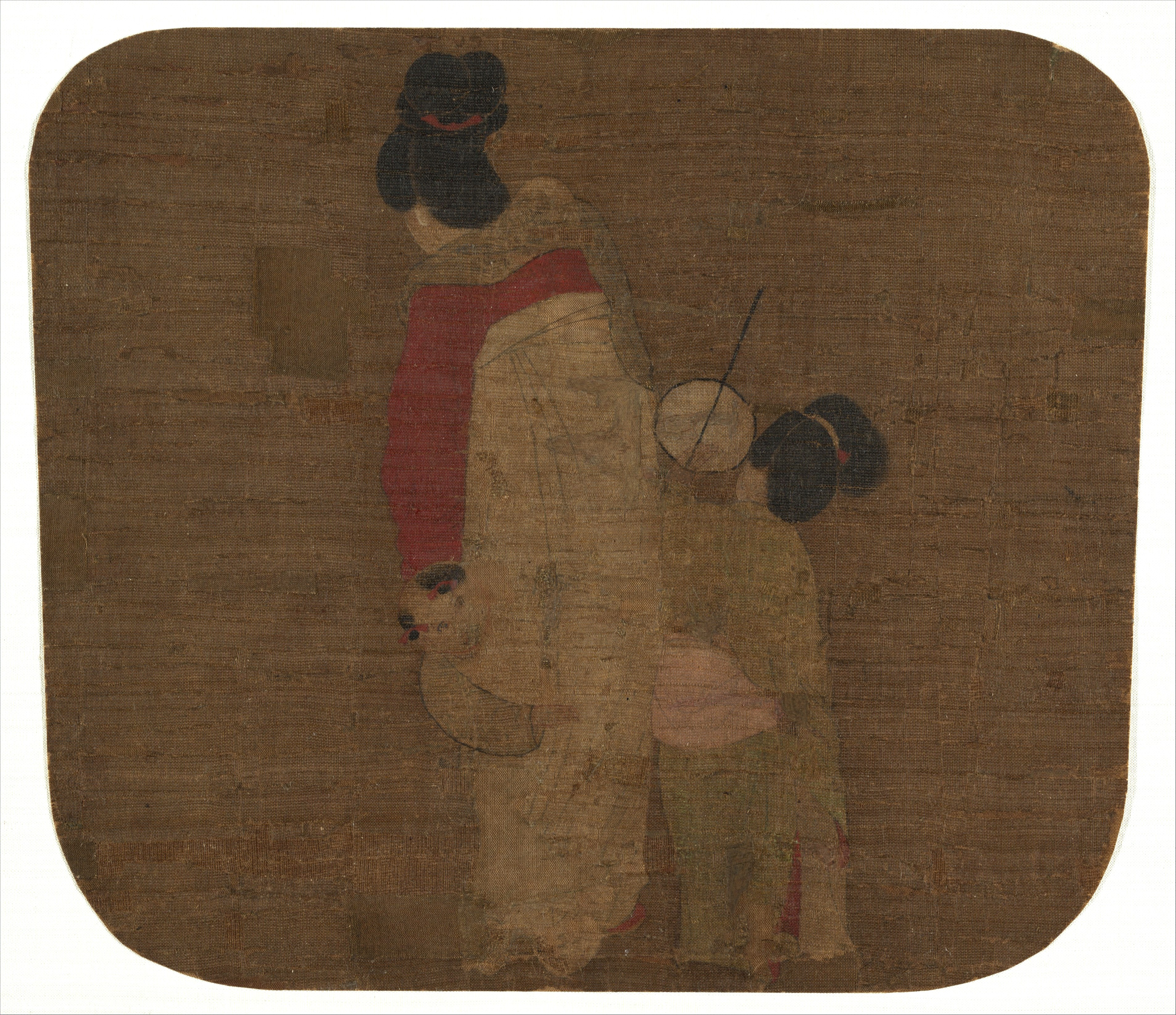
Женщина с детьми. Минская копия работы Чжоу Фана. Музей Метрополитен, Н-Й.

## Список произведений Чжоу Фана
(по кн. James Cahill «An index of early Chinese painters and paintings: Tang, Sung, and Yüan» University of California Press. 1980, pp 7-8)
- Дама с веером. Дворцовый музей, Пекин. Большой свиток, традиционно приписываемый Чжоу Фану. (Ранняя копия?). Грубо переписан. Более поздняя и полная версия этой композиции хранится в коллекции Мура в Галерее искусства Йельского Университета и также приписывается Чжоу Фану.
- Придворные дамы с цветами в причёсках. Ляонин, Музей провинции. Свиток. Это старейший и самый прекрасный свиток их всех, которые приписываются Чжоу Фану. Стоят печати эры Шао Син (1131-63) и владельцев из более поздних времён.
- Посланник от варваров приносит в дар белую антилопу. Дворцовый музей, Тайбэй. Большой альбомный лист. Вероятно, фрагмент более обширной композиции. Имя художника надписано рукой императора Хуэй Цзуна. Стоят печати императоров Чжанцзуна и Цяньлуна.
- Две сидящие дамы, занятые сочинением стихов. Дворцовый музей, Тайбэй. Большой альбомный лист. Приписывается Чжоу Фану. Стоят печати Лян Цинбяо. Минская (?) копия ранней работы.
- Пятеро учёных наслаждаются музыкой под сосной. Дворцовый музей, Тайбэй. Приписывается. Минская копия старинной композиции существующей и в других версиях и копиях.
- Фея Ма-Гу и другие персонажи. Приписывается. Ранее хранилась в Национальном музее Пекина.
- Семь музицирующих женщин. Короткий свиток. Копия работы, выполненной в манере Чжоу Фана. Местонахождение неизвестно.
- Дама, держащая веер. Интерполированная подпись. Печати Хуэйцзуна и Гаоцзуна. Минская работа.
- Старик, играющий на цине. Галерея Фрир, Вашингтон. Большой альбомный лист. Приписывается. Выполнен в период поздней Мин, возможно произведение Чэнь Чуна.
- Три женщины, камни и банановое дерево. Галерея Фрир, Вашингтон. Возможно, копия, выполненная по рисунку мастера. Сильно повреждена и отреставрирована.
- Женщина, сидящая на полу перед пяльцами. Галерея Фрир, Вашингтон. Копия более ранней работы.
- Ши Мяо и телёнок. Галерея Фрир, Вашингтон. Вэйский чиновник Ши Мяо, переезжая в иной округ, оставляет телёнка, рождённого на старом месте службы. Свиток в манере бай-мяо, тушь по бумаге. Существуют другие версии этого сюжета.
- Дамы, играющие в нарды. Галерея Фрир, Вашингтон. Свиток, тушь и краски по шёлку. Приписывается. Ранняя копия (?). Минская копия этой картины хранится в Дворцовом музее Тайбэя.
- Придворные дамы, слушающие игру на цине. Музей Нельсона-Аткинса, Канзас Сити. Короткий свиток. Вероятно, сунская копия, сделанная с более ранней работы.
- Пять женщин, играющих с детьми и моющие их. Музей Метрополитен, Нью-Йорк. Приписывается. Копия старинной композиции. Существуют иные версии этого сюжета, одна из которых принадлежит Чжоу Вэньцзюю.
- Женщина с детьми. Музей Метрополитен, Нью-Йорк. Приписывается. Копия, сделанная со старинной работы.
- Дамы с веерами. Музей Метрополитен, Нью-Йорк. Приписывается. Копия, сделанная со старинной работы.